# Перший всеукраїнський Форум Євромайданів

Логотип Всеукраїнського Форуму Євромайданів.

Перший всеукраїнський Форум Євромайданів
11 січня 2014 у Харкові Свято-Дмитріївському Храмі Української Автокефальної православної церкви розпочав роботу перший всеукраїнський Форум Євромайданів. Захід відкрили письменники Сергій Жадан та брати Віталій та Дмитро Капранови. Форум відбудеться 11-12 січня 2014. Таке рішення було прийнято 27 грудня 2013 на всеукраїнській конференції Євромайданів 38-ма делегатами від 17-ти регіональних Євромайданів. Під час конференції було погоджено, що партійної символіки на всеукраїнському форумі не буде. На цей з'їзд будуть запрошені громадські організації, а також представники політичних партій як спостерігачі. Очікується, що в цьому з'їзді візьмуть участь близько 200 представників євромайданів. На Форумі буде відпрацьована схема координації між різними Майданами, розроблені подальша стратегія Євромайданів, план дій, а також питання консолідації євромайданівського руху.